# Шуршин, Андрей Андреевич
Андрей Андреевич Шуршин  (20 августа 1895, Макарово, Саратовская губерния — 10 февраля 1968, Тула) — советский военный деятель, генерал-майор артиллерии (1941).

## Биография
С 28 сентября 1918 года в рядах РККА. С февраля 1919 по ноябрь 1920 года участвовал в Гражданской войне в России. Воевал против Колчака в 1919 году и Деникина, против банд Улачая, Жукова, Мослака и Зуборева в 1920—1921 годах. За проявленное мужество в боях в годы гражданской войны дважды награждался ценными именными подарками. Закончил гражданскую войну помощником командира батареи. В 1925 году участвовал в подавлении чеченского антисоветского восстания.
В 1926 году окончил артиллерийские курсы усовершенствования командного состава (КУКС); находился на командных должностях в артиллерийских частях. В 1932—1936 годах — командир 32-го артиллерийского полка в Особой Краснознамённой Дальневосточной армии. 22 ноября 1941 года был назначен комендантом 105-го (Гродековского) укреплённого района Дальневосточного фронта. 8 декабря 1941 года ему было присвоено звание генерал-майор артиллерии.
Комендантом 105-го укрепрайона был до 17 июня 1946 года, затем он был командиром 9-й Отдельной пулемётно-артиллерийской дивизии. В 1947 году был назначили на должность помощника Командующего войсками Забайкальского военного округа по укрепрайонам. В 1950 году окончил высшие академические курсы при академии Генерального штаба имени К. Е. Ворошилова.
17 июля 1950 года приказом военного министра СССР № 01426 генерал-майор артиллерии Андрей Андреевич Шуршин был назначен начальником Тульского суворовского военного училища, командовал которым 6 лет, по 30 сентября 1956 года. Под его руководством училище произвело 8 выпусков.
В ноябре 1960 года по состоянию здоровья вышел в отставку.
Умер 10 февраля 1968 года. Похоронен в Туле на Всехсвятском кладбище. В мае 2006 года на могиле генерал-майора на пожертвования суворовцев 1956 года выпуска был сооружён новый гранитный обелиск взамен разрушенного стихией в 2005 году.

## Награды
- Орден Ленина;
- Орден Красного Знамени;
- Орден Суворова 2 степени;
- Орден Красной Звезды;
- Медали;